# 김현진 (축구 선수)
김현진(한국 한자: 金炫辰, 1993년 2월 12일 ~ )은 대한민국의 전 축구 선수이며, 포지션은 미드필더였다.